# Alexander Wiktorowitsch Gurewitsch
Alexander Wiktorowitsch Gurewitsch (russisch Александр Викторович Гуревич, englische Transkription Aleksandr Viktorovich Gurevich; * 19. September 1930 in Moskau; † 21. Juli 2023) war ein russischer Plasmaphysiker.
Gurewitsch studierte ab 1947 Physik an der Lomonossow-Universität Moskau mit dem Abschluss 1953. Dort war er zunächst ein Schüler von Dmitri Iwanowitsch Blochinzew und befasste sich mit Quantenfeldtheorie, dann ein Schüler von Witali Lasarewitsch Ginsburg, bei dem er sich mit Supraleitung befasste, und schließlich war er ab 1954 am IZMIRAN in Troizk (Moskau) bei Jakow Lwowitsch Alpert (1911–2010), unter dem er sich mit nichtlinearen Phänomenen in der Ionosphäre zu befassen begann. Ab 1957 war er am Lebedew-Institut. 1957 wurde er promoviert und 1964 habilitiert (russischer Doktortitel), wonach er Gruppenleiter am Lebedew-Institut war. Er leitete ab 1994 die nach Igor Tamm benannte Theorie-Abteilung des Lebedew-Instituts. Ab 2010 leitete er die Abteilung Physik und Astrophysik am Moskauer Institut für Physikalische Technologie.
Gurewitsch war Gastwissenschaftler an der Universität Stockholm, der University of Maryland, der University of Leicester und am Dartmouth College.
Er befasste sich mit Plasmakinetik (unter anderem Plasmaströmung um einen Satelliten), Physik der Ionosphäre und künstlichen ionisierten Schichten in der Atmosphäre (u. a. Auswirkungen auf Radiowellen), nichtlinearer Dynamik kollisionsfreier Plasmen und Plasmawellen, Probleme bei thermonuklearer Fusion, Magnetosphäre von Neutronensternen (Pulsare) und (nichtlinearer) Dynamik Dunkler Materie und großräumige Struktur des Universums. Außerdem entwickelte er 1992 eine Theorie der Entstehung von Blitzen (Runaway-Breakdown), genauer eine Relativistic Runaway Electron Avalanche (RREA), die seine ältere Theorie von 1961 verbesserte und sagte die Erzeugung von Gammastrahlen bei Blitzen voraus. 1994 fand das  Compton Gamma Ray Observatory Gammastrahlblitze, die mit Blitzen in der höheren Atmosphäre verbunden waren.
Er wurde 1984 korrespondierendes und 2003 Vollmitglied der Russischen Akademie der Wissenschaften sowie 1980 Träger des Landau-Preises. 1993 erhielt er den Mandelstam Preis, 1990 den Appleton Prize und 2005 den Friedmann-Preis.
Er ist nicht mit dem Physiker Alexander Wladimirowitsch Gurewitsch zu verwechseln, der sich mit Supraleitern befasst.

## Schriften (Auswahl)
- The theory of cross-modulation of radiowaves, NASA 1965
- mit Ya. L. Alpert, L. P. Pitaevskii: Space physics with artificial satellites, Consultants Bureau 1965
- mit A. B. Shvartsburg: Nonlinear Theory of Radio Wave Propagation in the Ionosphere, Moskau: Nauka 1973
- mit Elena Yevgenyevna Tsedilina: Long distance propagation of HF radio waves, Springer 1985
- Non-linear dynamics and acceleration of ions when a plasma expands into a plasma, Soviet Scientific Reviews, Band 13, Teil 2, Harwell 1989
- Nonlinear phenomena in the ionosphere, Springer 1978
- mit  V. S. Beskin, Ya. N. Istomin: Physics of the Pulsar Magnetosphere, Cambridge UP 1993
- mit N. D. Borisov, G. M. Milikh: Physics of microwave discharges : artificially ionized regions in the atmosphere, Gordon and Breach 1997

Aufsätze:
- On the theory of runaway electrons, Sov. Phys. JETP, Band 12, Nr. 5, 1961, S. 904–912
- mit V. L. Ginzburg: Nonlinear phenomena in a plasma located in an alternating electromagnetic field, Physics Uspekhi, Band 3, 1960, S. 115–146
- mit L.V. Pariiskaya, L.P. Pitaevskii: Self-similar motion of rarefied plasma, Sov. Phys. JETP, Band 22, 1966, S. 599–454
- mit L. Pitaevskii: Nonstationary structure of a collisionless shock wave, JETP, Band 65, 1973, S. 590–604
- mit G. M. Milikh, R. Roussel-Dupre: Runaway electron mechanism of air breakdown and preconditioning during a thunderstorm, Physics Letters A, Band 165, 1992, S. 463–468
- mit G. M. Milikh, R. Roussel-Dupre, T. Tunnell: Kinetic theory of runaway air breakdown, Phys. Rev. E, Band 49, 1994, S. 2257
- mit Kyrill Zybin: Runaway breakdown and electric discharges in thunderstorms, Physics Uspekhi, Band 44, 2001, S. 1119–1140
- mit V. Berezinskii, K. Zybin: Distribution of dark matter in the galaxy and the lower limits for the masses of supersymmetric particles, Phys. Letters B, Band 294, 1992, S. 221–228
- mit K. Zybin: Large-scale structure of the Universe. Analytic theory, Physics Uspekhi, Band 165, 1995, S. 723–758
- Nonlinear effects in the ionosphere, Physics Uspekhi, Band 177, 2007, S. 1145–1177
- Nonlinear phenomena in ionospheric plasma. Effect of cosmic rays and runaway electron breakdown on thunderstorm discharges, Physics Uspekhi (UFN), Band 179, 2009, S. 779–790